# Oksana Kalasjnikova
Oksana Kalasjnikova (Georgisch: ოქსანა კალაშნიკოვა) (Tbilisi, 5 september 1990) is een tennisspeelster uit Georgië. Haar favoriete ondergrond is gras en hardcourt. Zij speelt linkshandig en heeft een tweehandige backhand. Zij is actief in het internationale tennis sinds 2004.

## Loopbaan
In 2004 speelde Kalasjnikova haar eerste ITF-toernooien in haar geboortestad Tbilisi (Georgië). In het dubbelspel won zij haar eerste ITF-titel in 2007, in de Duitse plaats Garching, samen met de Finse Katariina Tuohimaa. In 2008 won zij haar eerste enkelspeltitel, in de Mexicaanse plaats San Luis Potosí.
In november 2012 won zij haar eerste WTA-titel: in het dubbelspel van het toernooi van Pune, samen met Nina Brattsjikova. Door deze overwinning trad zij toe tot de top 100 van de WTA-ranglijst voor het dubbelspel. Tot op heden(mei 2025) bezit zij 25 dubbelspeltitels in het ITF-circuit en elf bij de WTA.
In het vrouwendubbelspel nam Kalasjnikova deel aan alle grandslamtoernooien. Haar beste resultaat is het bereiken van de kwartfinale, op Wimbledon 2023 samen met Wit-Russin Iryna Sjymanovitsj. Haar hoogste notering op de WTA-ranglijst is de 42e plaats, die zij bereikte in september 2023.
In het gemengd dubbelspel bereikte Kalasjnikova een keer de derde ronde, op Wimbledon 2014 samen met de Australiër Chris Guccione.
Kalasjnikova behaalde in het enkelspel minder resultaten dan in het dubbelspel. Tot op heden(mei 2025) bezit zij vijf enkelspeltitels in het ITF-circuit. Haar beste resultaat op de WTA-toernooien is het bereiken van de tweede ronde op het toernooi van Pune 2012.

### Tennis in teamverband
In de periode 2007–2024 maakte Kalasjnikova, met onderbrekingen, deel uit van het Georgische Fed Cup-team – zij behaalde daar een winst/verlies-balans van 29–17.

## Posities op deWTA-ranglijst
Positie per einde seizoen:
| jaar | rang enkelspel | rang dubbelspel |
| ---- | -------------- | --------------- |
| 2004 | 1204           | –               |
|      |                |                 |
| 2007 | 610            | 427             |
| 2008 | 391            | 366             |
| 2009 | 176            | 147             |
| 2010 | 207            | 163             |
| 2011 | 306            | 260             |
| 2012 | 542            | 110             |
| 2013 | 281            | 52              |
| 2014 | 446            | 73              |
| 2015 | 653            | 78              |
| 2016 | 846            | 43              |
| 2017 | –              | 70              |
| 2018 | 1083           | 76              |
| 2019 | –              | 60              |
| 2020 | –              | 63              |
| 2021 | 1467           | 75              |
| 2022 | –              | 72              |
| 2023 | 1043           | 43              |
| 2024 | –              | 66              |

## Palmares
| Legenda                 |
| ----------------------- |
| Grandslamtoernooi       |
| Olympische Spelen       |
| Year-End Championships  |
| Premier Mandatory       |
| Premier Five / WTA 1000 |
| Premier / WTA 500       |
| International / WTA 250 |
| Challenger / WTA 125    |

### WTA-finaleplaatsen enkelspel
geen

### WTA-finaleplaatsen vrouwendubbelspel
| nr.              | finale     | toernooi            | ondergrond    | partner                 | tegenstandsters                                 | score            |         |
| ---------------- | ---------- | ------------------- | ------------- | ----------------------- | ----------------------------------------------- | ---------------- | ------- |
| gewonnen finales |            |                     |               |                         |                                                 |                  |         |
| 01.              | 2012-11-11 | WTA Pune            | hardcourt     | Nina Brattsjikova       | Julia Glushko Noppawan Lertcheewakarn           | 6-0, 4-6, [10-8] | details |
| 02.              | 2013-07-27 | WTA Bakoe           | hardcourt     | Iryna Boerjatsjok       | Eléni Daniilídou Aleksandra Krunić              | 4-6, 7-6, [10-4] | details |
| 03.              | 2015-07-19 | WTA Boekarest       | gravel        | Demi Schuurs            | Andreea Mitu Patricia Maria Țig                 | 6-2, 6-2         | details |
| 04.              | 2016-06-11 | WTA Rosmalen        | gras          | Jaroslava Sjvedova      | Xenia Knoll Aleksandra Krunić                   | 6-1, 6-1         | details |
| 05.              | 2017-02-26 | WTA Boedapest       | hardcourt (i) | Hsieh Su-wei            | Arina Rodionova Galina Voskobojeva              | 6-3, 4-6, [10-4] | details |
| 06.              | 2019-09-07 | WTA New Haven       | hardcourt     | Anna Blinkova           | Usue Maitane Arconada Jamie Loeb                | 6-2, 4-6, [10-4] | details |
| 07.              | 2022-07-17 | WTA Boedapest       | gravel        | Ekaterine Gorgodze      | Katarzyna Piter Kimberley Zimmermann            | 1-6, 6-4, [10-6] | details |
| 08.              | 2022-12-17 | WTA Limoges         | hardcourt (i) | Marta Kostjoek          | Alicia Barnett Olivia Nicholls                  | 7-5, 6-1         | details |
| 09.              | 2023-08-07 | WTA Praag           | hardcourt     | Nao Hibino              | Quinn Gleason Elixane Lechemia                  | 6-7, 7-5, [10-3] | details |
| 10.              | 2024-07-14 | WTA Contrexéville   | gravel        | Iryna Sjymanovitsj      | Wu Fang-hsien Zhang Shuai                       | 5-7, 6-3, [10-7] | details |
| 11.              | 2025-05-23 | WTA Rabat           | gravel        | Maya Joint              | Angelica Moratelli Camilla Rosatello            | 6-3, 7-5         | details |
| verloren finales |            |                     |               |                         |                                                 |                  |         |
| 01.              | 2013-09-27 | WTA Ningbo          | hardcourt     | Iryna Boerjatsjok       | Chan Yung-jan Zhang Shuai                       | 2-6, 1-6         | details |
| 02.              | 2014-07-20 | WTA Istanbul        | hardcourt     | Paula Kania             | Misaki Doi Elina Svitolina                      | 4-6, 0-6         | details |
| 03.              | 2015-11-15 | WTA Limoges         | hardcourt (i) | Margarita Gasparjan     | Barbora Krejčíková Mandy Minella                | 6-1, 5-7, [6-10] | details |
| 04.              | 2015-11-27 | WTA Carlsbad        | hardcourt     | Tatjana Maria           | Gabriela Cé Verónica Cepede Royg                | 6-1, 4-6, [8-10] | details |
| 05.              | 2017-09-30 | WTA Tasjkent        | hardcourt     | Nao Hibino              | Tímea Babos Andrea Hlaváčková                   | 5-7, 4-6         | details |
| 06.              | 2018-02-04 | WTA Taiwan          | hardcourt (i) | Nao Hibino              | Duan Yingying Wang Yafan                        | 6-7, 6-7         | details |
| 07.              | 2019-05-03 | WTA Rabat           | gravel        | Georgina García Pérez   | María José Martínez Sánchez Sara Sorribes Tormo | 5-7, 1-6         | details |
| 08.              | 2019-12-22 | WTA Limoges         | hardcourt (i) | Jekaterina Aleksandrova | Georgina García Pérez Sara Sorribes Tormo       | 2-6, 6-7         | details |
| 09.              | 2022-05-14 | WTA Parijs Clarins  | gravel        | Miyu Kato               | Beatriz Haddad Maia Kristina Mladenovic         | 7-5, 4-6, [4-10] | details |
| 10.              | 2022-06-19 | WTA Gaiba           | gras          | Vitalia Djatsjenko      | Madison Brengle Claire Liu                      | 4-6, 3-6         | details |
| 11.              | 2022-10-23 | WTA Rouen           | hardcourt (i) | Misaki Doi              | Natela Dzalamidze Kamilla Rachimova             | 2-6, 5-7         | details |
| 12.              | 2023-04-02 | WTA San Luis Potosí | gravel        | Katarzyna Piter         | Aliona Bolsova Andrea Gámiz                     | 6-7, 4-6         | details |
| 13.              | 2023-04-08 | WTA Bogota          | gravel        | Katarzyna Piter         | Irina Chromatsjova Iryna Sjymanovitsj           | 1-6, 6-3, [6-10] | details |
| 14.              | 2023-10-15 | WTA Hongkong        | hardcourt     | Aljaksandra Sasnovitsj  | Tang Qianhui Tsao Chia-yi                       | 5-7, 6-1, [9-11] | details |
| 15.              | 2023-12-17 | WTA Limoges         | hardcourt (i) | Maia Lumsden            | Cristina Bucșa Jana Sizikova                    | 4-6, 1-6         | details |
| 16.              | 2024-06-08 | WTA Makarska        | gravel        | Nao Hibino              | Sabrina Santamaria Iryna Sjymanovitsj           | 4-6, 6-3, [6-10] | details |
| 17.              | 2024-09-15 | WTA Guadalajara     | hardcourt     | Kamilla Rachimova       | Anna Danilina Irina Chromatsjova                | 6-2, 5-7, [7-10] | details |
| 18.              | 2025-05-03 | WTA Saint-Malo      | gravel        | Angelica Moratelli      | Maia Lumsden Makoto Ninomiya                    | 5-7, 2-6         | details |
| 19.              | 2025-06-07 | WTA Makarska        | gravel        | Jelena Pridankina       | Jesika Malečková Miriam Škoch                   | 6-2, 3-6, [4-10] | details |

## Resultaten grandslamtoernooien
| Legenda | Legenda                          |
| ------- | -------------------------------- |
| g.t.    | geen toernooi gehouden           |
| l.c.    | lagere categorie                 |
| –       | niet deelgenomen                 |
| G       | uitgeschakeld in de groepsfase   |
| 1R      | uitgeschakeld in de eerste ronde |
| 2R      | uitgeschakeld in de tweede ronde |
| 3R      | uitgeschakeld in de derde ronde  |
| 4R      | uitgeschakeld in de vierde ronde |
| KF      | uitgeschakeld in de kwartfinale  |
| HF      | uitgeschakeld in de halve finale |
| F       | de finale verloren               |
| W       | het toernooi gewonnen            |
| w-v     | winst/verlies-balans             |

### Enkelspel
geen deelname

### Vrouwendubbelspel
| toernooi        | 2013 | 2014 | 2015 | 2016 | 2017 | 2018 | 2019 | 2020 | 2021 | 2022 | 2023 | 2024 | 2025 |
| --------------- | ---- | ---- | ---- | ---- | ---- | ---- | ---- | ---- | ---- | ---- | ---- | ---- | ---- |
| Australian Open | –    | 1R   | 1R   | 3R   | 1R   | 2R   | 1R   | 1R   | 1R   | 1R   | 3R   | 1R   | 1R   |
| Roland Garros   | 3R   | 2R   | 1R   | 1R   | 1R   | 2R   | 2R   | 2R   | 2R   | 1R   | 1R   | 1R   |      |
| Wimbledon       | 2R   | 1R   | –    | 1R   | 1R   | 1R   | 2R   | g.t. | 3R   | 1R   | KF   | 1R   |      |
| US Open         | 1R   | 2R   | 1R   | 1R   | –    | 3R   | 2R   | 2R   | 1R   | 1R   | 1R   | 1R   |      |

### Gemengd dubbelspel
| Australian Open | –  | –  | –  |
| Roland Garros   | –  | 1R | –  |
| Wimbledon       | 3R | 2R | 1R |
| US Open         | –  | –  | –  |